# Neuseeländische Badmintonmeisterschaft 1954
Die Neuseeländische Badmintonmeisterschaft 1954 fand in Auckland statt. Es war die 21. Austragung der Badmintonmeisterschaften von Neuseeland. 

## Titelträger
| Disziplin    | Sieger                         |
| ------------ | ------------------------------ |
| Herreneinzel | A. Lawrence Scott              |
| Dameneinzel  | Sonia Cox                      |
| Herrendoppel | Paul Skelt Anthony Skelt       |
| Damendoppel  | A. McKenzie Elizabeth M. Meyer |
| Mixed        | Anthony Skelt A. McKenzie      |